# 2022年世界陸上競技選手権大会ドミニカ国選手団
2022年世界陸上競技選手権大会ドミニカ国選手団は、2022年7月15日から7月24日までアメリカ合衆国のユージーンで開催された第18回世界陸上競技選手権大会のドミニカ国選手団。

## 選手団
- 人員: 選手 2人

## 選手名簿・結果
| 選手                   | 種目       | 予選   | 予選 | 決勝     | 決勝     |
| 選手                   | 種目       | 結果   | 順位 | 結果     | 順位     |
| ---------------------- | ---------- | ------ | ---- | -------- | -------- |
| トリスタン・ジェームズ | 男子走幅跳 | 7.72m  | 24位 | 予選敗退 | 予選敗退 |
| シーア・ラフォンド     | 女子三段跳 | 14.39m | 6位  | 14.56m   | 5位      |